# Pinós
Pinós ist eine spanische Gemeinde (municipio) der Provinz Lleida im Innern der autonomen Region Katalonien. Pinós hat 277 Einwohner (Stand: 2024). Die Gemeinde besteht neben Pinós aus den Ortschaften Ardèvol, Matamargó, Sant Just d'Ardèvol und Vallmanya.

## Lage
Pinós liegt etwa 70 Kilometer ostnordöstlich von Lleida und etwa 70 Kilometer nordwestlich von Barcelona in den Pyrenäen in einer Höhe von ca. 825 m. Die Gemeinde ist das geografische Zentrum Kataloniens.

## Bevölkerungsentwicklung
| Jahr        | 1900 | 1950 | 1970 | 1981 | 1991 | 2001 | 2011 | 2021 |
| ----------- | ---- | ---- | ---- | ---- | ---- | ---- | ---- | ---- |
| Einwohner   | 625  | 904  | 525  | 466  | 341  | 312  | 307  | 291  |
| Quelle: INE |      |      |      |      |      |      |      |      |

## Sehenswertes
- Marienkirche von Andèvol
- Justuskirche von Sant Just d’Andèvol
- Peterskirche von Vallmanya
- Marienkapelle
- Vinzenzkapelle

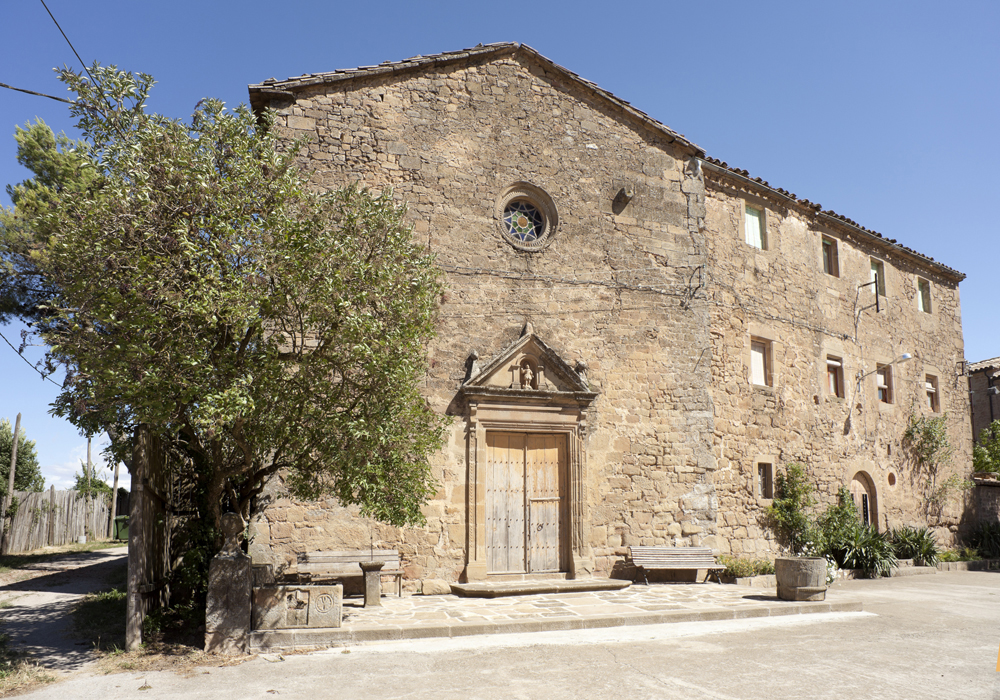
Marienkirche
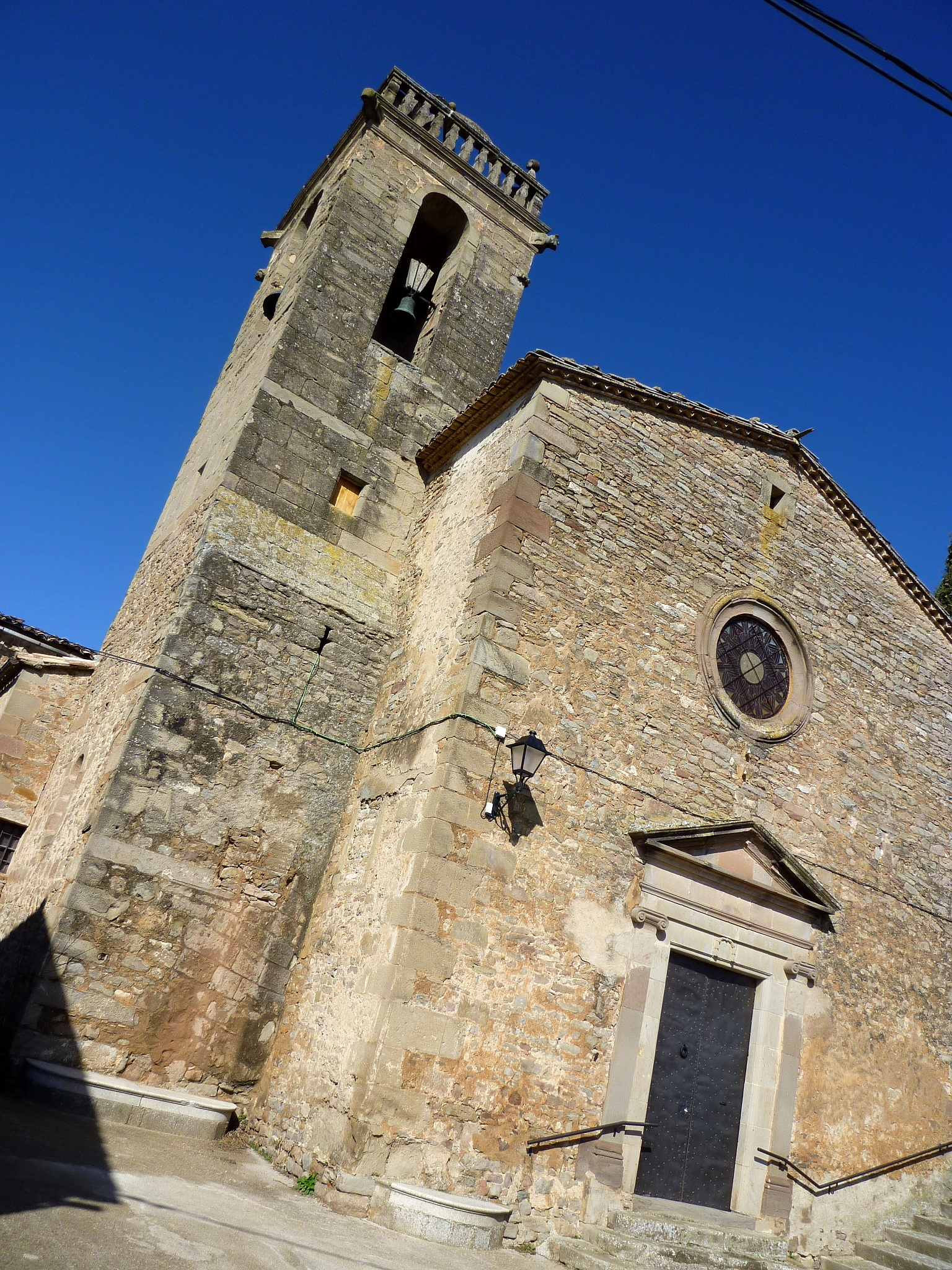
Peterskirche
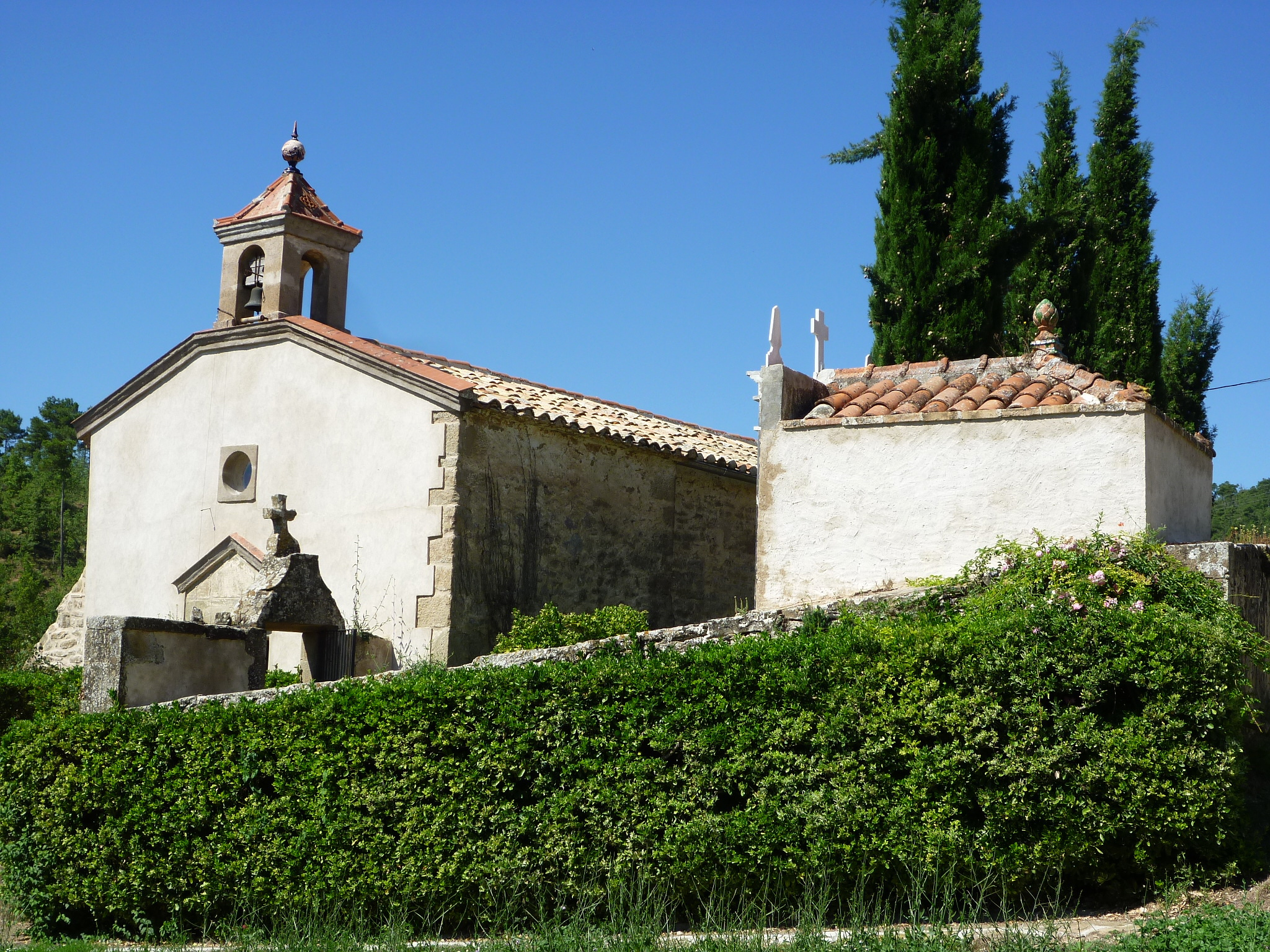
Marienkapelle
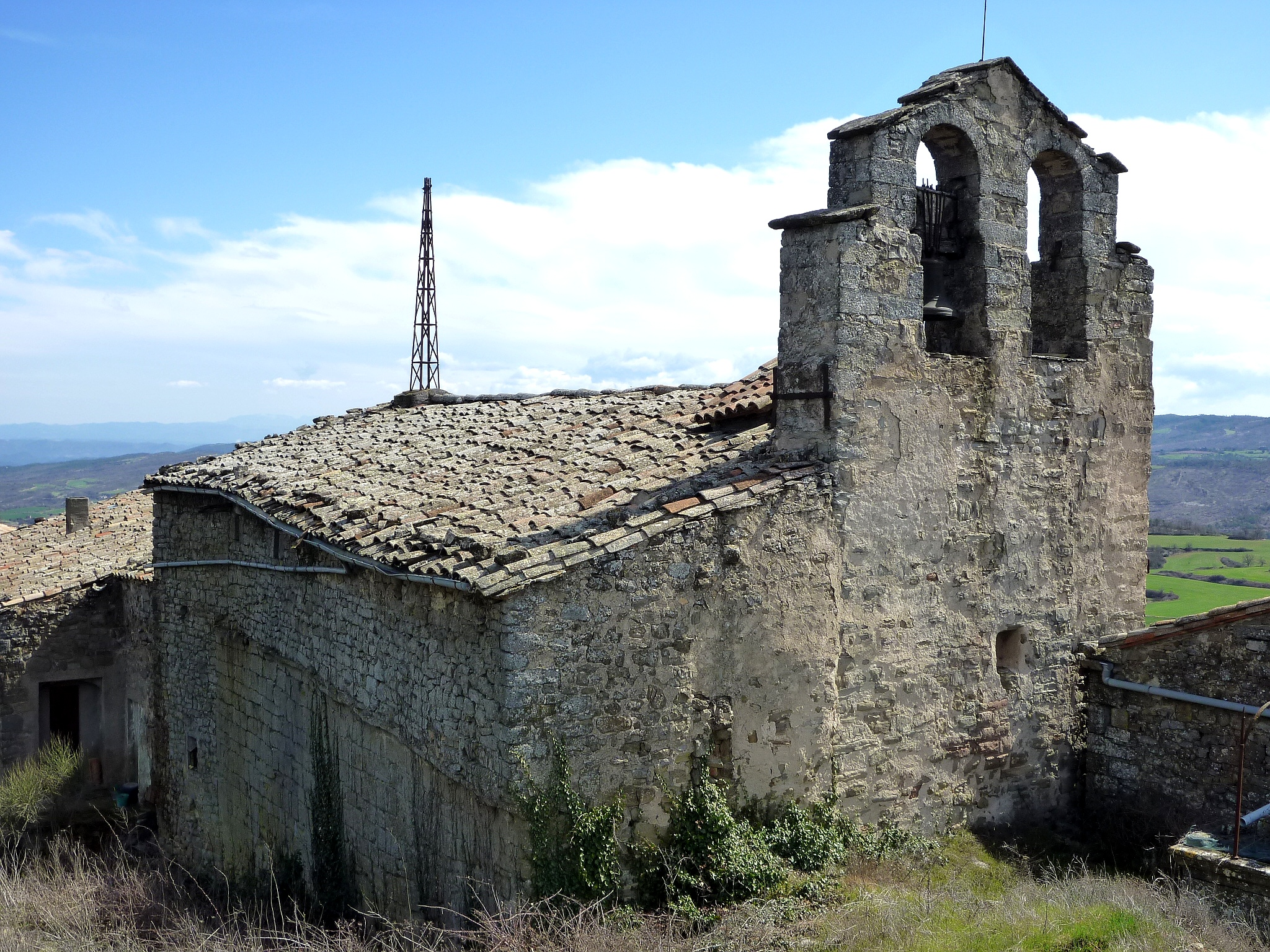
Vinzenzkapelle
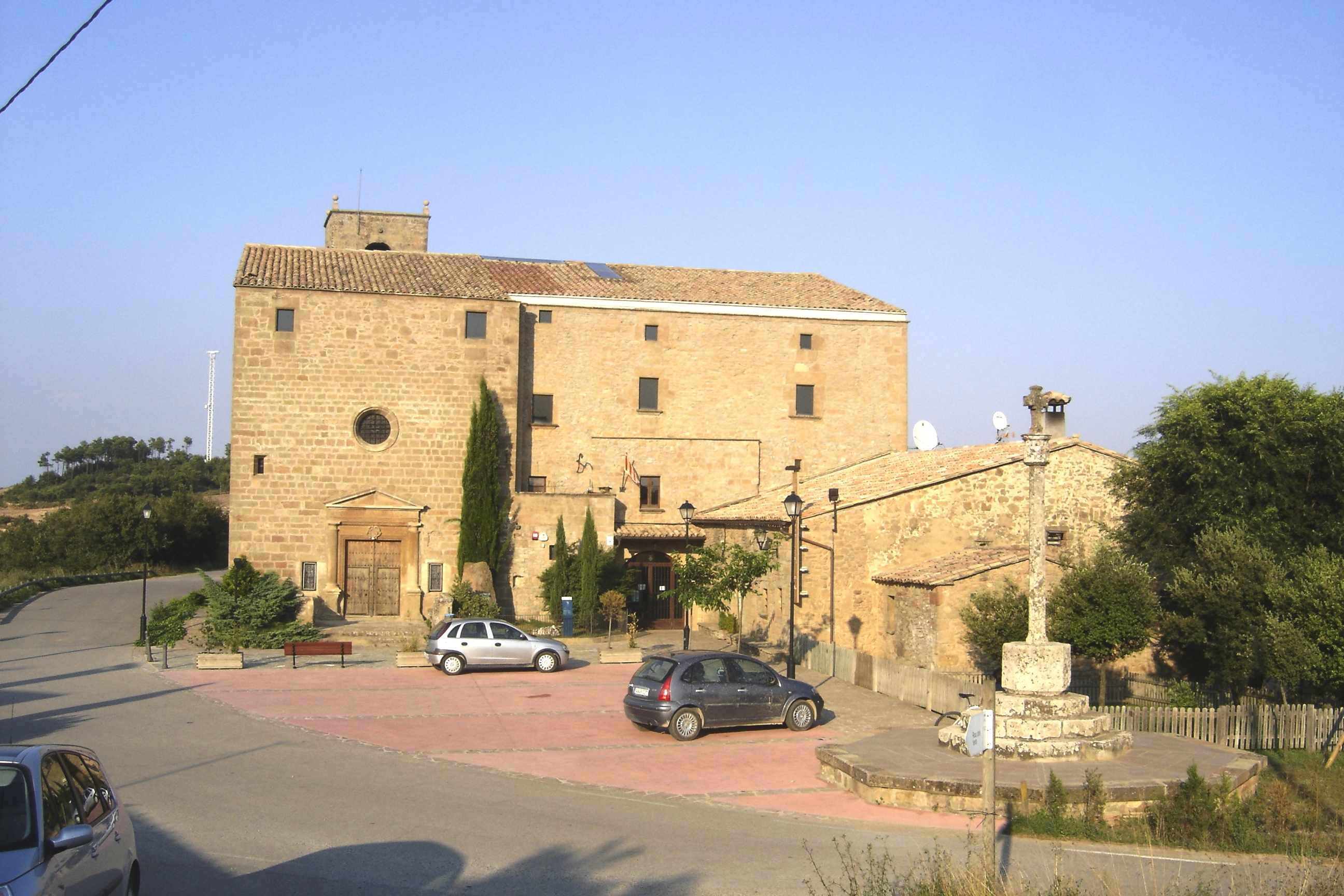
Rathaus